# 倒店乡
倒店乡，是中华人民共和国湖北省孝感市云梦县下辖的一个乡镇级行政单位。

## 行政区划
倒店乡下辖以下地区：
倒店社区、大潘村、大魏村、魏店村、操祝村、张袁村、庙王村、张台村、小罗村、大冯村、方岗村、六李村、陆洼村、罗店村、洪岗村、界牌村、塘陈村、高铺村、三杨村和罗范村。